# Список геологічних об'єктів Плутона

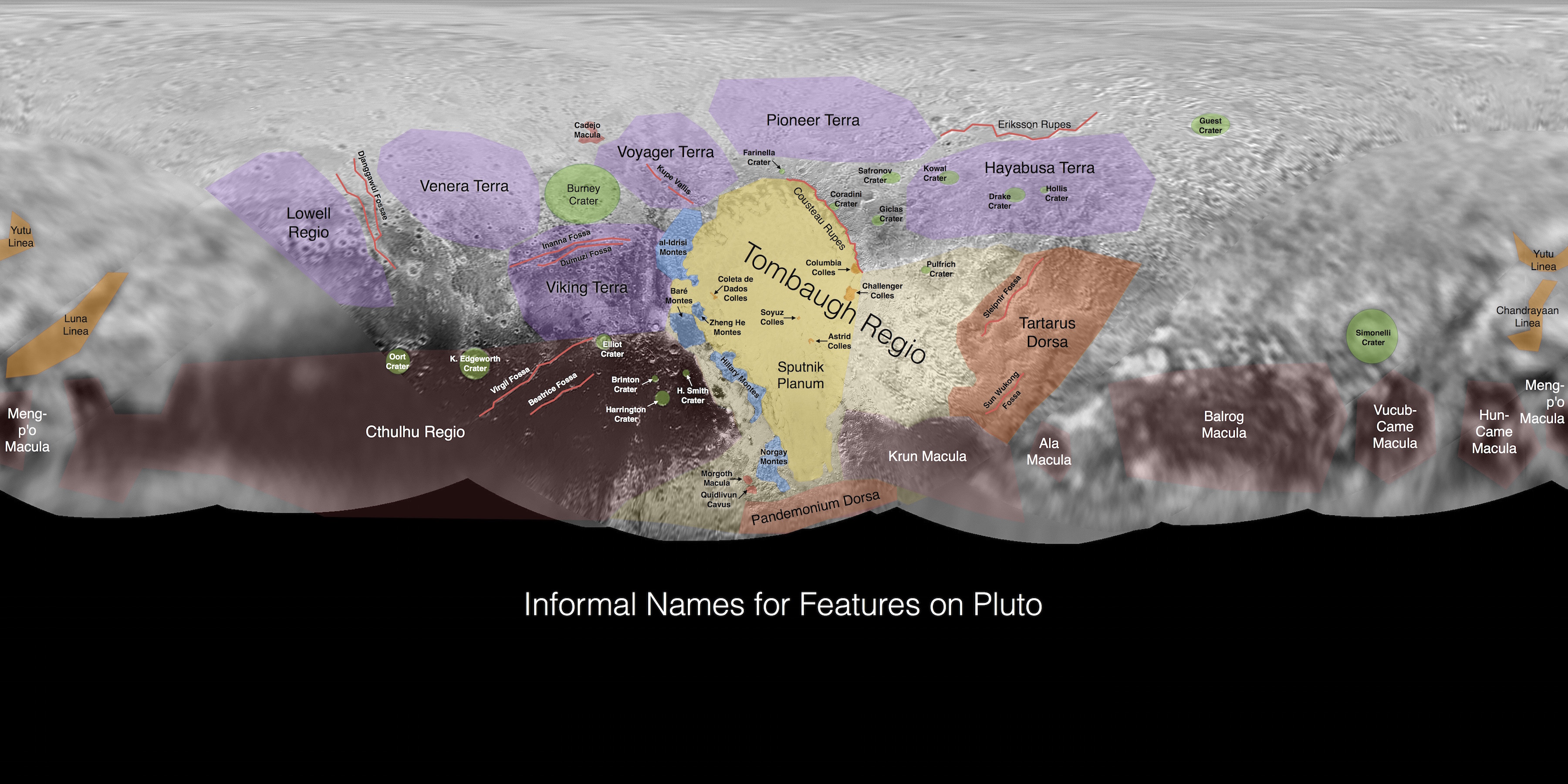
Тимчасові назви.

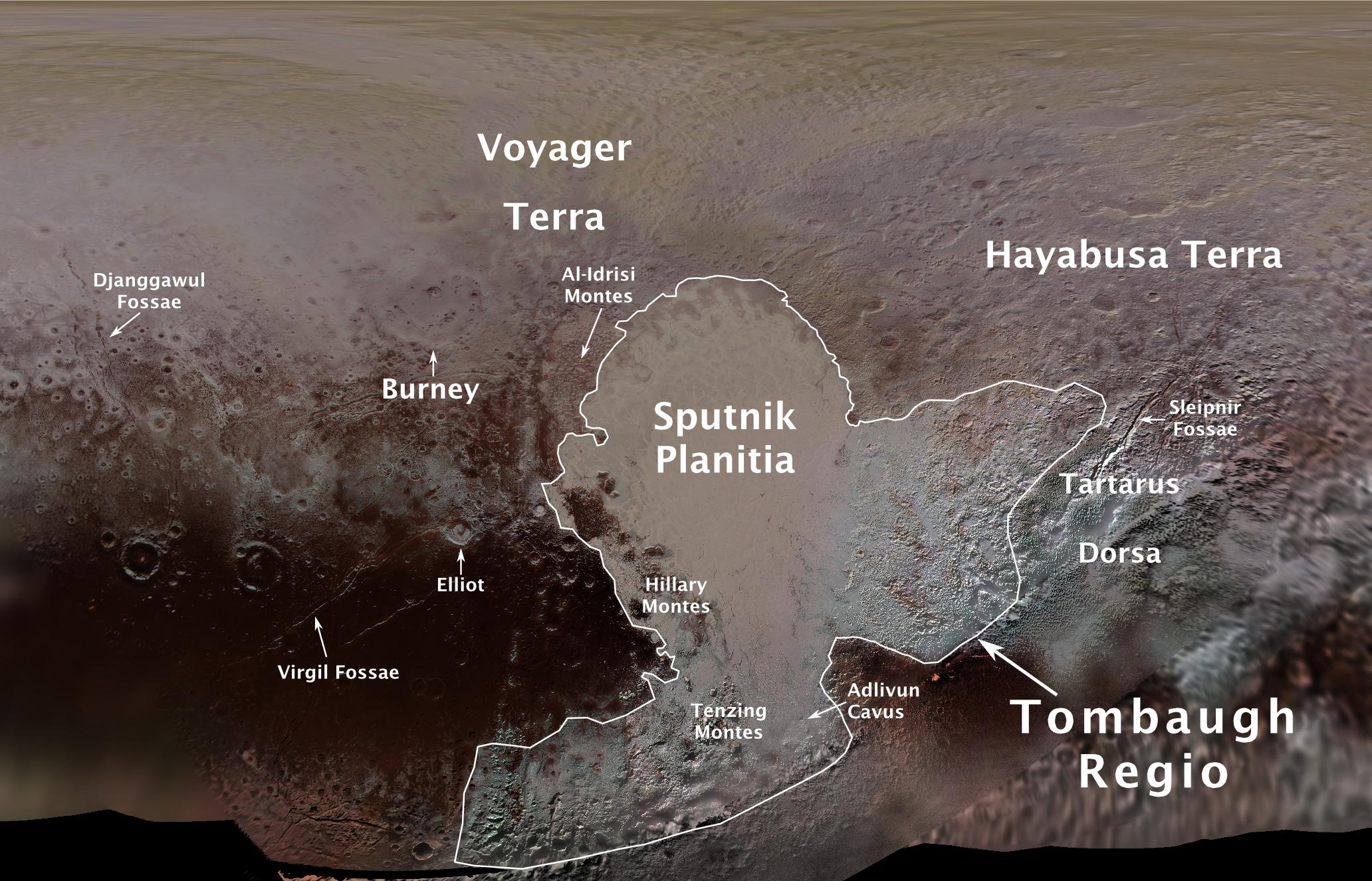
Офіційно затверджені МАСом назви, 7 вересня 2017.

Список геологічних об’єктів Плутона, найбільшої відомої карликової планети Сонячної системи й найбільшого транснептунового об'єкта, містить дані про його поверхню, отримані завдяки зонду New Horizons. Команда науковців дала тимчасові назви найпомітнішим об’єктам. 7 вересня 2017 лише деякі з назв офіційно визнав МАС, що додержується певних умов. Тобто іменувати слід на честь: 
- Назв потойбіч або світових мітологій;
- Богів, богинь і гномів, пов’язаних із потойбіччям;
- Письменників, пов’язаних із Плутоном і поясом Койпера;
- Науковців і винахідників, пов’язаних із Плутоном і поясом Койпера.

## Об’єкти

### Болота
| Українською        | Англійською      | Назву затверджено | Названо на честь                                      |
| ------------------ | ---------------- | ----------------- | ----------------------------------------------------- |
| Болото Давид-Неель | David-Néel Palus | Ні                | Олександри Давид-Неель — дослідниці Тибету            |
| Болото Тинне       | Tinné Paludes    | Ні                | Олександріни Тинне — голландської мандрівниці Африкою |

### Борозни
| Українською         | Англійською       | Назву затверджено   | Названо на честь                                                                              | Виноски |
| ------------------- | ----------------- | ------------------- | --------------------------------------------------------------------------------------------- | ------- |
| Борозна Беатріче    | Beatrice Fossa    | Ні                  |                                                                                               |         |
| Борозни Джанґґавула | Djanggawul Fossae | Так (8 серпня 2017) | Джанґґавула – міфічної істоти з вірувань Йолнґу, яка перепливла з острова смерті до Австралії | IAU     |
| Борозна Тамуза      | Dumuzi Fossa      | Ні                  |                                                                                               |         |
| Борозна Інанни      | Inanna Fossa      | Ні                  |                                                                                               |         |
| Борозни Слейпніра   | Sleipnir Fossae   | Так (8 серпня 2017) | Слейпніра – восьминогого Одінового коня                                                       | IAU     |
| Борозна Сунь Укуна  | Sun Wukong Fossa  | Ні                  |                                                                                               |         |
| Борозни Вергілія    | Virgil Fossae     | Так (8 серпня 2017) | Вергілія – найвидатнішого поета стародавнього Риму, автора «Енеїди»                           | IAU     |

### Гори
| Українською     | Англійською      | Назву затверджено    | Названо на честь                                                     | Виноски |
| --------------- | ---------------- | -------------------- | -------------------------------------------------------------------- | ------- |
| Гори Аль-Ідрісі | al-Idrisi Montes | Так (8 серпня 2017)  | Мухаммада Аль-Ідрісі – арабського географа, картографа й мандрівника | IAU     |
| Гори Барре      | Baré Montes      | Так (26 квітня 2018) | Жанни Барре – першої жінки, яка здійснила навколосвітню мандрівку    | IAU     |
| Гори Енріке     | Enrique Montes   | Ні                   |                                                                      |         |
| Гори Гілларі    | Hillary Montes   | Так (8 серпня 2017)  | Едмунда Гілларі, який 1953 року вперше досяг вершини Евересту        | IAU     |
| Гора Пікара     | Piccard Mons     | Ні                   |                                                                      |         |
| Гори Тенцинга   | Tenzing Montes   | Так (8 серпня 2017)  | Тенцинга Норгея, який 1953 року вперше досяг вершини Евересту        | IAU     |
| Гора Райтів     | Wright Mons      | Ні                   |                                                                      |         |
| Гори Чжена Хе   | Zheng He Montes  | Ні                   |                                                                      |         |

### Гряди
| Українською        | Англійською       | Назву затверджено   | Названо на честь                                                   | Виноски |
| ------------------ | ----------------- | ------------------- | ------------------------------------------------------------------ | ------- |
| Гряда Пандемоніуму | Pandemonium Dorsa | Ні                  | Пандемоніуму – столиці пекла з поеми Джона Мілтона «Утрачений рай» |         |
| Гряда Тартару      | Tartarus Dorsa    | Так (8 серпня 2017) | Тартару – місцевості в підземному світі давньогрецької мітології   | IAU     |

### Долини
| Українською     | Англійською      | Назву затверджено | Названо на честь |
| --------------- | ---------------- | ----------------- | ---------------- |
| Долини Геєрдала | Heyerdahl Vallis | Ні                |                  |
| Долини Купе     | Kupe Vallis      | Ні                |                  |

### Землі
| Українською    | Англійською    | Назву затверджено   | Названо на честь                                                           | Виноски |
| -------------- | -------------- | ------------------- | -------------------------------------------------------------------------- | ------- |
| Земля Хаябуси  | Hayabusa Terra | Так (8 серпня 2017) | Хаябуси – космічного апарата Японського агентства аерокосмічних досліджень | IAU     |
| Земля Піонера  | Pioneer Terra  | Ні                  |                                                                            |         |
| Земля Веги     | Vega Terra     | Ні                  |                                                                            |         |
| Земля Венери   | Venera Terra   | Ні                  |                                                                            |         |
| Земля Вікінга  | Viking Terra   | Ні                  |                                                                            |         |
| Земля Вояджера | Voyager Terra  | Так (8 серпня 2017) | програми Voyager – першого космічного апарата для вивчення Урана й Нептуна | IAU     |

### Котловини
| Українською          | Англійською     | Назву затверджено   | Названо на честь                              | Виноски |
| -------------------- | --------------- | ------------------- | --------------------------------------------- | ------- |
| Котловина Адлівуна   | Adlivun Cavus   | Так (8 серпня 2017) | Адлівуна – потойбіччя в ескімоській мітології | IAU     |
| Котловина Баральку   | Baralku Cavi    | Ні                  |                                               |         |
| Котловина Квідлівуна | Quidlivun Cavus | Ні                  |                                               |         |

### Кратери
| Українською | Англійською  | Назву затверджено   | Названо на честь                                                                                    | Виноски |
| ----------- | ------------ | ------------------- | --------------------------------------------------------------------------------------------------- | ------- |
| Брінтон     | Brinton      | Ні                  | |         |
| Берні       | Burney       | Так (8 серпня 2017) | Венеції Берні – дівча, що придумало назву для Плутона                                               | IAU     |
| Корадіні    | Coradini     | Ні                  | |         |
| Дрейк       | Drake        | Ні                  | |         |
| Елліот      | Elliot       | Так (8 серпня 2017) | Джеймса Елліота – американського астронома, який відкрив кільцеву систему Урана і атмосферу Плутона | IAU     |
| Фарінелла   | Farinella    | Ні                  | |         |
| Джиклас     | Giclas       | Ні                  | |         |
| Ґвест       | Guest        | Ні                  | |         |
| Сміт        | H. Smith     | Ні                  | |         |
| Гаррінґтон  | Harrington   | Ні                  | |         |
| Голліс      | Hollis       | Ні                  | |         |
| Еджворт     | K. Edgeworth | Ні                  | |         |
| Коваль      | Kowal        | Ні                  | |         |
| Оорт        | Oort         | Ні                  | |         |
| Пульфріх    | Pulfrich     | Ні                  | |         |
| Сафронов    | Safronov     | Ні                  | |         |
| Симонеллі   | Simonelli    | Ні                  | |         |

### Лінії
| Українською     | Англійською       | Назву затверджено | Названо на честь                        |
| --------------- | ----------------- | ----------------- | --------------------------------------- |
| Лінія Чандраяну | Chandrayaan Linea | Ні                | місячної індійської програми «Чандраян» |
| Лінія Луни      | Luna Linea        | Ні                | космічної радянської програми «Луна»    |
| Лінія Юйту      | Yutu Linea        | Ні                | китайського місяцехода «Юйту»           |

### Області
| Українською     | Англійською    | Назву затверджено   | Названо на честь                       | Виноски |
| --------------- | -------------- | ------------------- | -------------------------------------- | ------- |
| Область Ловелла | Lowell Regio   | Ні                  |                                        |         |
| Область Томбо   | Tombaugh Regio | Так (8 серпня 2017) | Клайда Томбо – першовідкривача Плутона | IAU     |

### Озера
| Українською      | Англійською    | Назву затверджено | Названо на честь                                                                        |
| ---------------- | -------------- | ----------------- | --------------------------------------------------------------------------------------- |
| Алкіонське озеро | Alcyonia Lacus | Ні                | Лерни, вона ж Алкіонське озеро, що була входом до загробного світу в грецькій міфології |

### Пагорби
| Українською            | Англійською            | Назву затверджено | Названо на честь |
| ---------------------- | ---------------------- | ----------------- | ---------------- |
| Пагорб Астрід          | Astrid Colles          | Ні                |                  |
| Пагорб Челленджер      | Challenger Colles      | Ні                |                  |
| Пагорб Колета-де-Дадос | Coleta de Dados Colles | Ні                |                  |
| Пагорб Колумбія        | Columbia Colles        | Ні                | шатлу «Колумбія» |
| Пагорб Союз            | Soyuz Colles           | Ні                |                  |

### Плями
| Українською      | Англійською       | Назву затверджено | Названо на честь |
| ---------------- | ----------------- | ----------------- | ---------------- |
| Пляма Али        | Ala Macula        | Ні                |                  |
| Пляма Балрога    | Balrog Macula     | Ні                |                  |
| Пляма Кадехо     | Cadejo Macula     | Ні                |                  |
| Пляма Ктулху     | Cthulhu Macula    | Ні                |                  |
| Пляма Хун-Каме   | Hun-Came Macula   | Ні                |                  |
| Пляма Круна      | Krun Macula       | Ні                |                  |
| Пляма Менґ-По    | Meng-p'o Macula   | Ні                |                  |
| Пляма Морґота    | Morgoth Macula    | Ні                |                  |
| Пляма Вукуб-Каме | Vucub-Came Macula | Ні                |                  |

### Рівнини
| Українською       | Англійською      | Назву затверджено | Названо на честь                             | Виноски |
| ----------------- | ---------------- | ----------------- | -------------------------------------------- | ------- |
| Рівнина Берда     | Bird Planitia    | Ні                |                                              |         |
| Рівнина Пірі      | Piri Planitia    | Ні                |                                              |         |
| Рівнина Супутника | Sputnik Planitia | Так               | Супутника — першого штучного супутника Землі | IAU     |

### Улоговини
Улоговини на Плутоні — це ділянки з прикметними обрисами у вигляді потоків.
| Українською            | Англійською         | Назву затверджено | Названо на честь |
| ---------------------- | ------------------- | ----------------- | ---------------- |
| Улоговина Діоніса      | Dionysus Fluctus    | Ні                |                  |
| Улоговина Мпобе        | Mpobe Fluctus       | Ні                |                  |
| Улоговина Пере Портера | Pere Porter Fluctus | Ні                |                  |
| Улоговина Ксантіяса    | Xanthias Fluctus    | Ні                |                  |

### Уступи
| Українською    | Англійською    | Назву затверджено | Названо на честь |
| -------------- | -------------- | ----------------- | ---------------- |
| Уступ Кусто    | Cousteau Rupes | Ні                |                  |
| Уступ Еріксона | Eriksson Rupes | Ні                |                  |
| Уступ Пірі     | Piri Rupes     | Ні                |                  |